# Stanisław Siemowit von Masowien
Stanisław Siemowit (* zwischen 1357 und 1366; † vor 1378) war ein polnischer Prinz aus dem Adelsgeschlecht der masowischen Piasten.

## Leben
Stanisław Siemowit war Sohn von Herzog Siemowit III. von Masowien († 1381) und dessen zweiter Ehefrau, der schlesischen Prinzessin Anna von Münsterberg, der Tochter von Nikolaus  von Münsterberg. Er starb wahrscheinlich im Kindesalter. In einem Dokument seines Vaters von 1378 wird er nicht mehr unter dessen Söhnen erwähnt. Sein jüngerer Bruder war Heinrich von Masowien. Er hatte zahlreiche Halbbrüder und Halbschwestern.